# Edguy
Edguy is een powermetal-band, afkomstig uit Fulda, Duitsland.

## Geschiedenis
Edguy werd opgericht in 1992 door de 14-jarige scholieren Tobias Sammet, Jens Ludwig, Dirk Sauer en Dominik Storch. De naam "Edguy" was een goedbedoelde bijnaam van "Meneer Edgar", hun toenmalige wiskundeleraar. Tot 1998, toen Tobias Exxel bij de band kwam, had Edguy geen bassist, wat opmerkelijk is voor een rockband; Tobias Sammet speelde de baslijnen op een keyboard.
Na twee demo's kregen ze in 1995 een contract aangeboden door het platenlabel AFM Records. De eerste twee albums die op dit label werden uitgebracht (Savage Poetry, 1995, en Kingdom of Madness, 1997), waren niet erg succesvol. Met hun derde werk, Vain Glory Opera, uitgebracht in 1998, kwam hun doorbraak. In 2004 werd hen een contract aangeboden door het grote Duitse metallabel Nuclear Blast.
In 2004 speelde Edguy onder andere een paar keer samen met Metallica. Ook werd er getoerd met Iron Maiden en ook met een andere powermetal-band, DragonForce, in het kader van het uitbrengen van het Dragonforce-album Inhuman Rampage.

## Muziekstijl
Edguy's muziek is een goed voorbeeld van de Europese powermetal-stijl, met ongecompliceerde melodieën en de relatief hoge stem van zanger Tobias Sammet. Veel voorkomende thema's in de, vaak metaforische, liedteksten zijn conformisme (The Headless Game, Mysteria, King of Fools), overheersing van de Katholieke kerk (The Kingdom, Theater of Salvation, The Pride of Creation), en de gevaren van de hedendaagse samenleving (Navigator, The Devil and the Savant). Hierdoor zijn de teksten vaak hermetisch en esoterisch, hoewel ook lichtvoetigere nummers (Das Reh, Lavatory Love Machine, Trinidad) voorkomen in het oeuvre. Hoewel de teksten dus vaak licht maatschappijkritisch zijn claimt de band bij monde van leadzanger Sammet niet een bepaalde ideologie aan te hangen: "We zijn niet politiek en we zijn niet religieus; er is in ieder geval geen boodschap in onze nummers die je vertelt wat je van iets moet denken". Op de meeste albums komen ook nummers met een wat epischer inslag voor.
Edguy experimenteert veel met muziek die buiten het powermetalkader valt. Zo wordt op Hellfire Club gebruikgemaakt van een orkest en is het album Rocket Ride minder symfonisch dan vorige albums. Op Rocket Ride zijn meer speedmetal- en hardrockelementen te horen dan op voorgaande albums.

## Discografie

### Demo's
- Evil Minded - 1994
- Children of Steel - 1994

### Ep's
- Painting on The Wall - 2001
- King of Fools - 2004
- Lavatory Love Machine - 2004
- Superheroes - 2005

### Albums
- Savage Poetry - 1995
- Kingdom of Madness - 1997
- Vain Glory Opera - 1998
- Theater of Salvation - 1999
- The Savage Poetry - 2000
- Mandrake - 2000
- Burning Down the Opera Live - 2003
- Hall of Flames - 2004
- Hellfire Club - 2004
- Rocket Ride - 2006
- Tinnitus Sanctus - 2008
- Fucking with Fire - 2009
- Age of the Joker - 2011
- The Singles - 2008
- Space Police - Defenders of The Crown - 2014
- Monuments - 2017

### Dvd
- DVD - Fucking with Fire (2009, live-registratie)